# Operacija Morski lev
Operacija Morski lev (izvirno nemško Unternehmen Seelöwe) je bila nikoli popolnoma izvedena vojaška operacija, katere končni cilj je bila nemška zasedba Velike Britanije med drugo svetovno vojno. 

## Predhodno dogajanje
Po hitri zmagi v bitki za Francijo je večina Nemcev pričakovala hitro konec vojne, saj so osvojili dve državi v navezi Združeno kraljestvo-Francija-Poljska. Kljub temu dejstvu so Britanci zavrnili mirovne pogoje, ki jih je postavil Hitler, zaradi česar so morali pripraviti načrt za osvojitev Velike Britanije. 
Na podlagi prejšnjih načrtov Kriegsmarine so ugotovili pogoje za uspešno kopensko invazijo:
- uničenje Kraljeve vojne mornarice,
- uničenje Kraljevega vojnega letalstva,
- uničenje obalne obrambe in
- preprečitev britanskega podmorniškega delovanja proti invazijskim ladjam.

Oberkommando des Heeres (OKH) je prvotno načrtovalo invazijo vzdolž celotnega Rokavskega preliva (od Dorseta do Kenta). To pa je preseglo operacijske zmožnosti nemške vojne mornarice, ki ne bi zmogla zagotoviti zadostno invazijsko ladjevje, zato so spremenili načrte. Izvedli bi lahko kopensko invazijo devetih divizij v prvem valu in desant zračnodesantne divizije (na področju Brighton-Dover); potekala bi na obali med Rottingdeanom in Hythem in sicer:
- iz Cherbourga v Lyme Regis,
- iz Le Havra v Ventnor in Brighton,
- iz Boulogna v Eastbourne,
- iz Calaisa v Folkestone in
- iz Dunkirka v Ostend in Ramsgate.

Po prvotni zasedbi obale bi prodrli proti severu in obkolili London. Vse napredovanje bi se ustavilo pred 52. vzporednikom, saj bi predhodno nastopila britanska kapitulacija.
Hitler je 16. julija 1940 izdal svoj ukaz za pripravo invazije. Njegove zahteve za izvedbo kopenske invazije so bile:
- RAF mora biti onesposobljena do te mere, da ne bo predstavljala večje ovire pri nemškemu prečkanju preliva,
- Rokavski preliv mora biti očiščen pomorskih min in Doverska ožina mora biti blokirana,
- težka artilerija mora obvladovati obalno področje med Francijo in Anglijo in
- Kraljeva vojna mornarica mora biti zapletena v boje v Severnem morju in Sredozemlju, da ne bo mogla preprečiti invazije; istočasno morata vojno letalstvo in vojna mornarica uničiti Domačo floto.

## Uničevanje angleške morale
Hitler si je že pred vojno želel zmagati brez prelivanja krvi. To bi dosegel tako da bi zlomil nasprotnikovo moralo. Pri Britancih je to hotel doseči tako, da jih je prestrašil. To je dosegel tako:
- dal jim je misliti da se pripravlja na invazijo,

- da bo invazija na vzhodni obali Anglije,

- da v Angliji deluje močna nemška organizacija.

Ta tretja točka je najbolj motila Angleže. Nemci so to misel ukrepili z delovanjem štirih radijskih postaj (New British Broadcasting System-NBBS, Worker's Challenge, Caledonia, Krščansko gibanje za mir). Te postaje so res delovale slabo, a jim je uspelo napraviti vtis. Večkrat so predvajali sporočila namišljeni nemški organizaciji, ki naj bi bila tajna, a so bila lahko razumljiva. Omenjali so tudi izkrcanje na Irski, kar Angležem ni bilo po godu.

## Priprave na invazijo
V Hitlerjevi knjigi Mein Kampf (Moj boj) izvemo da se nikoli ni želel bojevati na dveh frontah. Vseeno je napadel Rusijo. Tako je že odprl eno fronto. Ni pa mu je uspelo osvojiti v šestih do osmih tednih, kot je predvideval. Ker mu ni uspelo doseči miru z Angleži, jih je moral ali popolnoma odrezati od sveta ali pa popolnoma premagati. Tako je začel blokado Anglije. To mu je uspelo s podmornicami in občasnim bombandiranjem. Začel je tudi z intenzivnimi pripravami na invazijo, vendar mu je zmanjkalo časa. Nemčija je bila kljub temu, da se je imel Hitler za vojaškega genija in kljub dobrim vojakom prešibka za napad na Anglijo. To je Hitlerju razkril vrhovni poveljnik mornarice Erich Raeder. Preučil je možnosti in prišel do sklepa, da bi pred napadom morali onesposobiti britansko ladjevje (podmornice), letalstvo in obalno stražo. A Nemčija tega ni dosegla. Nemško ladjevje se je še gradilo, staro pa je bilo uničeno. Zato so Nemci začeli hitro graditi ladjevje za prevoz mož. Zaradi pomankanja časa niso mogli zgraditi dobrega ladjevja. Bilo je sestavljeno iz ladij za prevoz mož čez reke, vlačilcev, splavov, motornih čolnov ... Le manjši del ladjevja je bil oborožen. Zavarovati so se hoteli tudi z obročem podvodnih min. Te so postavili, a ladjevje ni nikoli odplulo proti Angliji.

## Bitka za Britanijo
Glej tudi glavni članek Bitka za Britanijo.
Ko je Hitler že večkrat prestavil operacijo, je odločil, da mora Luftwaffe zagotoviti prevlado nad Britanijo. Tako se je začela bitka v zraku med Britanskim RAF in Nemškim Luftwaffe. Hitler je večkrat poudaril, da izkrcanja ne bo, če si ne zagotovijo prevlade v zraku. To jim do določenega datuma ni uspelo. Pojavljal se je tudi problem zelo močne britanske vojne mornarice, ki bi jo Nemci za uspešno izvedbo izkrcanja vseeno morali poraziti. 
Operacijo bi morali izvršiti septembra 1940 in to najkasneje do 17. septembra. A Hitler ni ne dal ukaza za razpustitev operacije, ne ukaza za napad. Počakal naj bi še tri dni, vendar tudi po treh dneh ukaza ni bilo. Potem je že hotel odločiti napad, a je mornarica to zavrnila zaradi slabih plovnih pogojev in vremena. Po tistem Hitler nikoli več ni razmišljal o invaziji, a Britanci so bili pozorni vse do izkrcanja v Normandiji. Takrat so ponovno napisali vsa imena krajev in železniških postaj, ki so bila prej prekrita ali spremenjena, da bi zmedla Nemce.